# Ménil-Hubert-sur-Orne
Ménil-Hubert-sur-Orne – miejscowość i gmina we Francji, w regionie Normandia, w departamencie Orne.
Według danych na rok 1990 gminę zamieszkiwało 388 osób, a gęstość zaludnienia wynosiła 36 osób/km² (wśród 1815 gmin Dolnej Normandii Ménil-Hubert-sur-Orne plasuje się na 519. miejscu pod względem liczby ludności, natomiast pod względem powierzchni na miejscu 455.).